# Sankt Georgen im Attergau
Sankt Georgen im Attergau là một đô thị thuộc huyện Vöcklabruck thuộc bang Oberösterreich, Áo. Đô thị Sankt Georgen im Attergau có diện tích 15,4 km², dân số thời điểm năm 2005 là 4166 người.